# Geisenfeld
Geisenfeld település Németországban, azon belül Bajorországban. Lakosainak száma 11 729 fő (2023. december 31.). Geisenfeld Vohburg an der Donau, Ernsgaden és Reichertshofen községekkel határos.

## Népesség
A település népessége az elmúlt években az alábbi módon változott:
| Lakosok száma | 1773 | 3235 | 5284 | 7689 | 10 138 | 10 534 | 11 130 | 11 262 | 11 569 | 11 729 |
|               | 1875 | 1950 | 1975 | 1987 | 2012   | 2014   | 2016   | 2017   | 2021   | 2023   |